# 耶登施派根
耶登施派根是奥地利下奥地利州根瑟恩多夫县的一个市镇。总面积23.22平方公里，总人口1113人，人口密度47.9人/平方公里（2005年）。